# Anh em nhà Montgolfier

Anh em nhà Montgolfier, Joseph (1740-1810) và Étienne (1745-1799)

Anh em nhà Montgolfier gồm Joseph Montgolfier (1740-1810) và Étienne Montgolfier (1745-1799) là những nhà phát minh ra khí cầu. Họ đã thỏa ước mơ bấy lâu nay của con người: Bay lên bầu trời.

## Chế tạo khinh khí cầu

### Từ ý tưởng phát minh thuở thiếu thời
Anh em nhà Montgolfier là những người con của ông chủ xưởng giấy Montgolfier tại Annonay của Pháp. Trong những ngày mùa đông giá rét, Joseph và Étienne thường thích ngồi bên chiếc lò sưởi bằng củi ở góc phòng vừa sưởi ấm vừa trò chuyện vui vẻ bên nhau.
Vào một buổi mùa đông năm 1772, trong khi chăm chú nhìn ngọn lửa cháy trong lò sưởi cùng với luồng khí nóng liên tục bốc lên cao, Étienne bỗng kêu lên:
-Anh thấy có lạ không, tại sao khi lửa cháy khói lại chỉ bay cao lên mà không hạ xuống đất nhỉ?
Nghe em nói vậy, Joseph liền quan sát kỹ rồi trả lời:
-Có thể khi ngọn lửa cháy sẽ làm không khí có lẫn khói ở phía trên trở nên nhẹ hơn nến nó bay cao lên.
-Nếu như chúng ta ấy một chiếc túi chứa khói vào trong đó thì liệu cái túi có bay được không nhỉ?-Étienne này ra một ý nghĩ mới mẻ.
Joseph thích thú reo lên:
-Rất có thể túi sẽ bay lên. Chúng ta hãy cùng thử xem.
Thế là hai anh em vội vàng đi kiếm một mảnh lụa rồi hì hục cắt cắt, khâu khâu thành một cái túi to. Sau đó Joseph đứng lên ghế cầm đáy túi dóc miệng túi xuống dưới, còn Étienne thì căng miệng túi ở phía trên ngọn lửa khéo léo hứng hơi nóng từ ngọn lửa bốc lên. Chiếc túi chứa đầy khí nóng căng phồng lên như một quả bóng. Lúc này Étienne chỉ việc túm miệng túi lại rồi lấy dây chun buộc thắt chặt. Hai anh em hì hục khênh túi khí ra người trời và cùng buông tay ra. Lập tức chiếc túi từ từ bay lên cao. Không nén được sung sướng, Étienne nhảy cẫng lên reo to:
-Haha! Trò chơi hay quá!
Joseph nhìn cái túi bay lơ lửng trên cao nói giọng đầy hứng khởi:
-Chúng ta không nên dừng lại ở trò này mà hãy tiến tới chế tạo một khí cầu lớn có thể đưa con người bay lên trời.

### Qua quá trình miệt mài chế tạo
Bàn với nhau xong, hai anh em nhà Montgolfier đã hớn hở chạy đi gặp cha trình bày rõ ý tưởng mới mẻ của mình và yêu cầu bố giúp đỡ. Ông bố hiểu rằng việc làm này rất thú vị nhưng cũng rất kho khăn, tốn kém, thậm chí là nguy hiểm đến tính mạng. Tuy vậy, ông vẫn nhiệt tình ủng hộ hai con cả về tinh thần và vật chất.
Thế là từ hôm đó, Joseph và Étienne đã hăng hái bắt tay vào chế tạo khí cầu. Họ đã tiến hành thí nghiệm với đủ loại khí cầu bằng các chất liệu khác nhau, không ngừng cải tiếng hệ thống lò đốt phát khí nóng sao cho đạt hiệu quả cao nhất. Cuối cùng, sau 11 năm miệt mài nghiên cứu gian khổ và tốn kém, thành công đã đến với hai anh em nhà Montgolfier.

### Đến khi thành công vang dội và nổi tiếng
Ngày 5 tháng 6 năm 1783, Joseph và Étienne đã tiến hành biểu diễn trước đông đảo người xem chuyến bay của chiếc khinh khí cầu đầu tiên trên thế giới. Chiếc khí cầu bằng vải có chu vi lớn đến 110 thước Anh đã bay vút lên cao dưới con mắt đầy thán phục và tiếng reo hò của những người chứng kiến. Sau khi bay xa được 1,5 dặm Anh, chiếc khí cầu đã hạ cánh an toàn xuống mặt đất. Thành công vang dội khiến anh em Montgolfier được vua Pháp mời đến thủ đô Paris biểu diễn.
Ngày 19 tháng 9 năm 1783, chiếc khí cầu khổng lồ được trang trí lộng lẫy mang theo hành khách là một chú gà trống, một chú dê và một chú vịt trong chiếc giỏ đan bằng cành liễu đã bay trên bầu trời Paris trước sự chứng kiến của nhà vua và các triều thần cùng dân chúng thủ đô.
Đến ngày 21 tháng 11 năm ấy, hai người khách đã đáp khí cầu của anh em Montgolfier bay trên suốt chặng đường dài 10 km trong 26 phút, mở ra một kỷ nguyên mới cho việc sử dụng khí cầu trong thám hiểm, giao thông vận tải, dự báo khí tượng.